# Condado de Texas (Missouri)
O Condado de Texas é um dos 114 condados do Estado americano de Missouri. A sede do condado é Houston, e sua maior cidade é Cabool. O condado possui uma área de 3 054 km² (dos quais 2 km² estão cobertos por água), uma população de 23 003 habitantes, e uma densidade populacional de 8 hab/km² (segundo o censo nacional de 2000). O condado foi fundado em 1843. É o maior condado do estado do Missouri, em extensão territorial.